# Ley de Partidos Políticos (España)
La Ley Orgánica 6/2002, de 27 de junio, de Partidos Políticos (LOPP), llamada Ley de Partidos, es una de las normas esenciales del régimen jurídico de los partidos políticos en España, destinada originalmente a ilegalizar las formaciones políticas que apoyaban a la organización terrorista ETA.

## Historia
La Ley de Partidos fue aprobada el 27 de junio de 2002 a partir del proyecto de Ley Orgánica de Partidos Políticos remitida por el Consejo de Ministros de España a las Cortes Generales el 19 de abril de 2002 tras los informes favorables del Consejo General del Poder Judicial y el Consejo de Estado. Esta Ley sustituyó a la Ley 54/1978, de 4 de diciembre de partidos políticos, preconstitucional y más ambigua en el articulado respecto a la ilegalización de los partidos políticos.

### Aprobación
La aprobación de dicha ley se realizó con los votos a favor de PP, PSOE, CIU, CC y el Partido Andalucista, lo que sumaban 304 votos favorables (Gaspar Llamazares, de Izquierda Unida votó también a favor, por error). Hubo 16 votos en contra (IU, PNV, BNG, ERC, ICV, EA y CHA) y ninguna abstención.

## Interpretaciones de la ley
En la exposición de motivos de la ley se indica que su objetivo es «garantizar» el funcionamiento del sistema democrático:

[...] impidiendo que un partido político pueda, de forma reiterada y grave, atentar contra ese régimen democrático de libertades, justificar el racismo y la xenofobia o apoyar políticamente la violencia y las actividades de las bandas terroristas.

Para amplios sectores de la sociedad era una ley necesaria para acabar con la impunidad con la que entendían que los terroristas utilizaban las instituciones democráticas para financiarse y para extorsionar. Para otros sectores, como el nacionalismo vasco o Izquierda Unida, la existencia de esta ley supone privar de derechos civiles a una parte de la población y prolongar medidas propias de un estado de excepción.
Amnistía Internacional expresó su preocupación por la Ley de Partidos porque «a través de la ambigüedad y la imprecisión de algunos artículos del proyecto de ley, se pudieran emprender procesos de ilegalización de partidos políticos que propugnen el cambio de principios constitucionales o leyes de forma pacífica». Dicha organización, tras el anuncio de las conversaciones entre el gobierno español y ETA,[¿cuál?] también solicitó al gobierno que «elimine toda ambigüedad de la Ley de Partidos Políticos que permita la prohibición de partidos políticos que abogan pacíficamente por modificar los principios constitucionales o las leyes, ya que dicha prohibición vulnera las obligaciones internacionales en materia de derechos humanos».[cita requerida]
El informe del Relator Especial sobre la promoción y la protección de los derechos humanos y las libertades fundamentales en la lucha contra el terrorismo del Consejo de Derechos Humanos de las Naciones Unidas del 16 de diciembre de 2008 muestra preocupación al considerar que la amplitud de la formulación de las disposiciones de la Ley de Partidos, por ejemplo el apartado c) del párrafo 2 del artículo 9, en el que se prohíbe
complementar y apoyar políticamente la acción de organizaciones terroristas para la consecución de sus fines de subvertir el orden constitucional o alterar gravemente la paz pública, tratando de someter a un clima de terror a los poderes públicos, a determinadas personas o grupos de la sociedad o a la población en general", podrían interpretarse en el sentido de incluir a todo partido político que, por medios políticos pacíficos, trate de alcanzar objetivos políticos similares a los que persiguen los grupos terroristas y pide que se adapte[n] las expresiones vagas que aparecen en la Ley orgánica de partidos políticos a los principios internacionales relativos a la limitación de la libertad de expresión, a fin de evitar el riesgo de que se apliquen a partidos políticos que, aunque compartan la orientación política de una organización terrorista, no apoyan el empleo de medios violentos. También pide que se introduzcan mecanismos jurisdiccionales que ofrezcan las garantías procesales más rigurosas a los destinatarios de decisiones judiciales encaminadas a excluir de la participación en las elecciones a determinados candidatos por considerarles vinculados a partidos políticos ilegalizados por sus conexiones con una organización terrorista. Ello reviste especial importancia cuando se trata de agrupaciones que se han creado con el único fin de presentarse a las elecciones y de cuyas actuaciones anteriores, en consecuencia, no se tiene prueba alguna.
La interpretación legislativa implica también el hecho de que se plantease propiamente una Ley Orgánica, y no una mera Declaración contra Batasuna.

## Consecuencias
Como resultado de esta ley, el Tribunal Supremo notificó la ilegalización el 28 de marzo de 2003 de Herri Batasuna así como de Euskal Herritarrok y Batasuna, alegando su apoyo a la organización terrorista Euskadi Ta Askatasuna (ETA) y su falta de rechazo a la violencia como forma de hacer política. Por su vinculación con Batasuna, posteriormente fueron ilegalizados Acción Nacionalista Vasca y el Partido Comunista de las Tierras Vascas; por la misma razón se anularon las candidaturas de Herritarren Zerrenda, Autodeterminaziorako Bilgunea, Abertzale Sozialisten Batasuna, Aukera Guztiak, Demokrazia Hiru Milloi y Askatasuna, y también se ordenó disolver los grupos parlamentarios Sozialista Abertzaleak y Nafarroako Sozialista Abertzaleak.[cita requerida]
Esta ley también se aplicó en la ilegalización del Partido Comunista de España (reconstituido), al considerar que junto con el GRAPO constituía una sola estructura terrorista.[cita requerida]
Del mismo modo, el colectivo Manos Limpias, presidido por el antiguo dirigente Miguel Bernad, presentó una querella, inicialmente admitida a trámite, pidiendo la ilegalización del partido Izquierda Castellana, bajo la acusación de estar vinculado a Batasuna, que finalmente fue archivada por la Audiencia Nacional.

### Iniciativa Internacionalista
El 7 de mayo de 2009 se anunció que el Gobierno, a través de la Abogacía General del Estado y la Fiscalía trataría de impugnar la candidatura a las elecciones al Parlamento Europeo de 2009 Iniciativa Internacionalista - La solidaridad entre los pueblos, dada la información recibida por parte de los Cuerpos y Fuerzas de Seguridad. De modo general se señaló, como razones de la decisión, el que diez de los representantes legales de la candidatura y veintitrés de sus candidatos mantuvieran diferentes relaciones con la izquierda abertzale, el que dos de ellos fueron promotores de Demokrazia 3 Milioi (que pretendió concurrir a las elecciones autonómicas vascas, siendo finalmente ilegalizada), el que tras la retirada de doce avales de diferentes cargos públicos la candidatura los sustituyese «a última hora y con carácter precipitado» por concejales de ANV, así como informes policiales entregados a la Fiscalía y a la Abogacía que acreditan la celebración de encuentros y reuniones con el entorno de Batasuna para formar la candidatura.
El 18 de mayo de 2009 la formación presentó un recurso contra la anulación ante el Tribunal Constitucional. En él declaró que «el uso de la violencia [es] completamente ajeno a su [de II] forma de acción y cultura política», expresando «un claro rechazo y condena del uso de la violencia para la obtención de objetivos políticos en el marco de un Estado democrático», citando además condenas de acciones de ETA de miembros de la candidatura vetada.
El Tribunal Constitucional estimó el recurso de amparo presentado por Iniciativa Internacionalista-Solidaridad entre los Pueblos (II-SP) contra la anulación de su candidatura el 21 de mayo de 2009, por lo que la formación quedó habilitada para presentarse a las Elecciones al Parlamento Europeo del 7 de junio.
La sentencia, que no hizo mención a la condena de la violencia realizada en el recurso de amparo, sí especificó que «no es constitucionalmente aceptable la tesis de la denominada contaminación sobrevenida que, en el parecer del Tribunal Supremo, padecerían cuantos, sin ser ellos mismos motivo para la ilegalización de una candidatura, figuraron como candidatos en una lista ilegalizada [...], pues el efecto jurídico que ello implica no puede ser en ningún caso consecuencia de la disolución de un partido que, según tenemos repetido, no supone la privación del derecho de sufragio de sus dirigentes, afiliados, simpatizantes o votantes» y que «ha de rechazarse la idea de que la movilización del voto que habría correspondido a las formaciones ilegalizadas sea una finalidad objetable hasta el punto de cifrar en ella la consideración sospechosa atribuida en el Auto recurrido a la presencia del Sr. Sastre como cabeza de lista».